# Guntis Ulmanis
Guntis Ulmanis (Riga, 13 de setembre de 1939) és un polític letó va ser el cinquè President de Letònia, càrrec que ocupà des de 1993 fins a 1999. El germà del seu avi, Kārlis Ulmanis va ser una figura política molt important a la Letònia d'abans de la Segona Guerra Mundial, ja que va ser l'últim president de Letònia abans de ser absorbits per l'URSS el 1940.